# Franciscaines de Sainte Claire
Les Franciscaines de Sainte Claire (en latin : Instituti Sororum Franciscalium a S. Clara) sont une congrégation religieuse féminine enseignante de droit pontifical.

## Histoire
En 1891, Biagia Cortimiglia (1867-1934) prend l'habit des clarisses, tout en restant chez elle. En mai 1895, elle rentre chez les filles de la Miséricorde et de la Croix et reçoit le nom de Marie-Thérèse ; mais elle doit les quitter en 1901 pour raison de santé. Au cours de sa convalescence, elle comprend qu'elle doit fonder un institut pour l'aide aux orphelins, l'instruction des jeunes filles et l'enseignement des catéchismes. Le 19 mars 1903 à Corleone, elle donne naissance aux sœurs franciscaines de Sainte Claireavec trois clarisses expulsées de leur monastère.
En 1923, Antoine Auguste Intreccialagli, O.C.D, archevêque de Monreale, agrège la communauté au Tiers-Ordre régulier de Saint François et approuve les constitutions le 1er avril 1923. L'institut reçoit le décret de louange le 25 mars 1971.

## Activités et diffusion
Les sœurs se consacrent à l'enseignement.
Elles sont présentes en:
- Europe : Italie, Pologne, Suisse.
- Amérique : Colombie, Panama.

La maison-mère est à Santa Maria delle Mole, frazione de Marino.
En 2017, la congrégation comptait 245 sœurs dans 23 maisons.